# Bluebell Records
Bluebell Records, även benämnt AB Frank Hedman, är ett svenskt företag (grundat 1979) för produktion av LP- och sedermera (från 1984) CD-skivor, oftast med svensk och nordisk musik. Många operasångare är utgivna: Birgit Nilsson, Elisabeth Söderström, Nicolai Gedda, Tord Slättegård, Jussi Björling med flera. Bakom företaget stod ursprungligen Frank Hedman, tidigare producent på Swedish Society Discofil. Då han avled, övertog hustrun Hanna Hedman arbetet med skivproduktionen. För tillfället distribuerar Naxos Bluebells produkter. Utomlands, framför allt via Amazon, säljs nyutgivet material oftast enbart i form av mp3-filer.

## Exempel på bolagets utgivning

### Instrumentalmusik
- Joseph Myslivecek Violinkonsert F-dur, Dag Wirén Serenad för stråkorekster, m.fl. Örebro kammarorkester, dir. František Vajnar. Bluebell BELL 149.
- Lars Roos, piano. Bluebell BELL 152.
- Wolfgang Amadeus Mozart. Uppsala Kammarsolister. Bluebell BELL 168.
- Allan Pettersson Symfoni nr. 5. Dir. Andreas Peer Kähler. Bluebell of Sweden BELL 203.

### Svenska operasångare
- Birgit Nilsson Live in Stockholm : 1970 & 1974. Strauss, Vier letzte Lieder. Swedish Radio Symphony Orchestra. Dir. Leif Segerstam;  Songs by Richard Strauss, Jean Sibelius, Gunnar Frumerie, Ture Rangström  m.fl. Geoffrey Parsons, Piano. Bluebell ABCD 009.
- Elisabeth Söderström live at the Berwald Hall, Stockholm. Martin Isepp, piano. Bluebell BELL 111.
- Opera gala. Soloists of the Royal Swedish Opera. Kungliga hovkapellet. Dir. Kjell Ingebretsen. Bluebell ABCD 065.
- Gedda, Nicolai, Svensk sångantologi. (1). Piano, Jan Eyron. Bluebell of Sweden  Bell 151.
- Delman, Jacqueline, 'Jacqueline Delman sings French, Spanish, Swedish, German, Russian, Italian, English songs with Lars Roos,piano  Bell 102
- Aler, David, 'New Bearings' Lundquist, Fauré, Vaughan Williams with Bengt Forsberg, Piano.Bluebell ABCD 046

### Great Swedish Singers
Bluebell Records har inlett en dokumentation av svenska operaartister i serien "Great Swedish Singers" som hittills (2013) omfattar soloskivor med Kerstin Meyer, Gösta Winbergh, Margareta Hallin, Elisabeth Söderström, Nicolai Gedda (2 CD), Rut Jacobson, Uno Stjernqvist, Hugo Hasslo, Per Grundén, Ragnar Ulfung, Ingvar Wixell, Barbro Ericson, Berit Lindholm, Arne Tyrén, Kjerstin Dellert, Gunilla af Malmborg, Sigurd Björling, Leon Björker, Erik Saedén, Rolf Björling, Helena Döse, Joel Berglund, Set Svanholm och Hjördis Schymberg (2 CD). 

### Richard Wagner
Den svenska Wagnertraditionen har dokumenterats i antologin Wagner in Stockholm : recordings 1899-1970.
Antologin, på 4 CD, upptar 54 sångare. Hovkapellet leds av 10 olika dirigenter. Bluebell ABCD 091.

### Jussi Björling
Bluebell har  uppmärksammats internationellt för utgåvor med Jussi Björling, bland andra flera kompletta operor live från Stockholmsoperan.
- Verdi, Rigoletto. Med Erik Sundqvist, Eva Prytz, Kerstin Meyer. Kungliga hovkapellet. Dir. Kurt Bendix. Stockholm 1957. Bluebell ABCD 044. (2 CD).
- Verdi, Trubaduren. Med Hjördis Schymberg, Hugo Hasslo, Erik Saedén. Kungliga hovkapellet. Dir. Herbert Sandberg. Stockholm ABCD 045 (2 CD).
- Jussi Björling in Rigoletto & il Trovatore. Kungliga hovkapellet. Dir. Kurt Bendix och Herbert Sandberg. Bluebell of sweden Abcd 002.
- Mascagni, Cavalleria rusticana. Kungliga Hovkapellet. Kurt Bendix. Bluebell ABCD 085.
- Leoncavallo, Pagliacci. Kungliga hovkapellet. Dir. Lamberto Gardelli. Bluebell ABCD 085.
- Jussi at Grona Lund. Complete Recordings 1950-60. Bluebell ABCD 114. 3 CD.